# 亞齊基
50°0′21″N 30°25′20″E / 50.00583°N 30.42222°E
亞茨基（烏克蘭語：Яцьки）是位於烏克蘭北部的村莊，由基辅州奧布希夫區的瓦西利基夫市鎮負責管轄。該村始建於1726年，面積6.19平方公里，海拔高度165米，2001年人口821，人口密度每平方公里132.7人。